# Sinopec

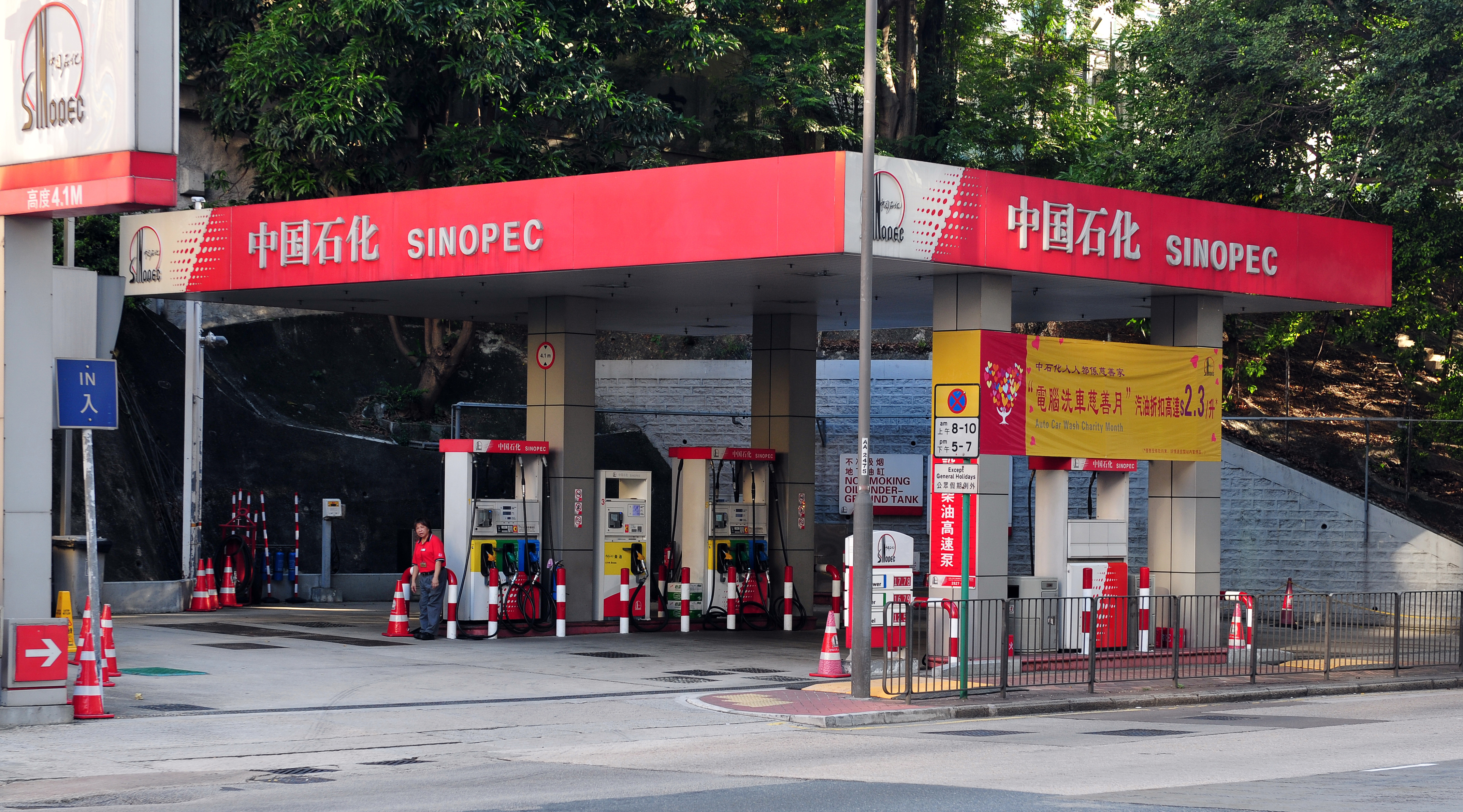
Stazione di servizio Sinopec a Hong Kong

Sinopec (China Petroleum & Chemical Corporation) è un gruppo petrolifero e petrolchimico integrato cinese, controllato per il 75 % dal governo tramite la quasi omonima China Petrochemical Corporation. È la più grande azienda cinese per fatturato e seconda nel mondo. Dal 2011 Fu Chengyu ne ricopre la carica di presidente.

## Storia
Le origini di Sinopec risalgono al 1983, quando il governo riorganizzò il settore petrolifero cinese, fino ad allora gestito direttamente dal Ministero del Petrolio e suddiviso in migliaia di entità.
Furono create tre grandi aziende pubbliche:
- la China National Petroleum Corporation (CNPC), che aveva il monopolio dell'esplorazione e dell'estrazione del petrolio in Cina;
- la China National Offshore Oil Corporation (CNOOC), specializzata nella produzione dai giacimenti petroliferi in mare;
- la China National Petrochemical Corporation (Sinopec), che originariamente operava esclusivamente nella raffinazione e nella petrolchimica (il cosiddetto downstream).

Nel 1998 un'ulteriore ristrutturazione portò ad uno scambio di attività tra CNPC e Sinopec: la prima, che controllava il 90 % della produzione petrolifera cinese, cedette a Sinopec alcuni pozzi petroliferi, mentre Sinopec conferì a CNPC alcuni impianti di raffinazione; con questa operazione, le due compagnie si spartirono il territorio cinese: CNPC era più forte nel Nord della Cina, mentre Sinopec lo era nel Sud. Sinopec rimase comunque, e lo è tuttora, il maggior produttore cinese di derivati del petrolio, mentre CNPC mantiene la leadership nella produzione di greggio.
Nel 2000 fu costituita una società, la China Petroleum & Chemical Corporation, che fu quotata in borsa a Londra, ad Hong Kong ed a New York: la Sinopec quotata in Borsa è una filiale della casa madre, la China Petrochemical Corporation, posseduta interamente dallo stato cinese.

## Attività
Sinopec è un gruppo integrato che presidia tutta la filiera del petrolio, dalla sua estrazione alla produzione dei derivati, pur essendo più concentrato sulla parte a valle dell'estrazione (raffinazione e petrolchimica). La sua organizzazione è molto complessa, con numerose filiali a livello regionale, provinciale e municipale.
- Esplorazione e Produzione: le licenze di produzione e le riserve sono localizzate soprattutto nell'Est e nel Sud della Cina. Il sito più importante è quello di Shangli, situato nello Shandong, nel delta del Fiume Giallo.
- Raffinazione: Sinopec detiene 17 raffinerie in Cina, situate prevalentemente sulle coste del sud-est e lungo il basso corso del Fiume Azzurro; tra gli altri, possiede impianti a Shanghai ed a Canton. Ciascuna raffineria, con relative lavorazioni a valle, è costituita come società autonoma.
- Prodotti petroliferi: Sinopec produce l'intera gamma dei prodotti petroliferi, tra cui benzina, gasolio, kerosene e lubrificanti.
- Prodotti chimici: anche in questo caso la gamma delle produzioni è amplissima: etilene, benzene, polietilene, polipropilene, elastomeri e fibre.
- Rete distributiva: in Cina esistono circa 800 stazioni di servizio a marchio Sinopec, con una quota di mercato di circa il 65 %.